# Béatrice de Rome
Pour les articles homonymes, voir Béatrice (homonymie).
Cet article possède des paronymes, voir Béatrix et Sainte-Béatrix.
Béatrice de Rome (ou Béatrix) ( ? - 304) est une sainte chrétienne couramment appelée en français sainte Béatrice (en latin : Sancta Beatrix). On trouve aussi la forme savante Béatrix, et la forme populaire Viatrix (voyageuse, du latin viator : voyageur, messager).
Martyrisée sous l'empereur Dioclétien en 304 à Rome, elle est fêtée par l'Église catholique le 29 juillet,, ou bien le 13 mai, jour où l'on fête la dédicace de la basilique Sainte-Marie-des-Anges-et-des-Martyrs dédiée aux martyrs romains de cette époque.

## Histoire
Pendant la persécution de Dioclétien, sainte Béatrice est arrêtée et jugée pour avoir donné une sépulture à ses frères Simplice et Faustin,,, qui avaient subi le martyre en tant que chrétiens, puis avaient été jetés dans le Tibre, en 303. Malgré les menaces des juges, elle persévère dans sa foi. Elle est condamnée à mort, et martyrisée à Rome en 304,,.
Puis une autre femme, Lucina, a enterré le corps de Béatrice avec celui d'un dénommé Rufus, dont on ne sait rien (peut-être son mari), dans la carrière de Pouzzolane où elle avait enterré ses frères. Cette carrière, déjà utilisée comme cimetière populaire, va être connue comme la catacombe de Generosa (it) (parfois appelée catacombe de Portuense).

## Postérité
Vers 382, le pape Damase fait construire sur le lieu de sa sépulture une basilique semi-enterrée devenant ainsi un lieu de culte pour les martyrs.
En 682, le pape Léon II fait déplacer les reliques des martyrs de Generosa dans l'église Sainte-Bibiane sur l'Esquilin. La catacombe fut ainsi progressivement abandonnée et son emplacement tombe dans l'oubli.

## Reliques
Des restes de son corps auraient été retrouvés à Rome en 1822 à la suite d'une exhumation ayant reçu la permission du pape Pie VII, puis déplacés le 29 janvier 1911 au couvent des Sœurs bénédictines de l'Adoration perpétuelle (en) de Clyde (Missouri). En 1930, les restes auraient été remis en forme et exposés dans une châsse en ce même lieu.
D'autres sources affirment qu'une partie de ses reliques serait conservée (avec celles de ses frères) à la basilique Sainte-Marie-Majeure à Rome.